# Axt und Kelle
Axt und Kelle – Verein zur Förderung und Erhaltung von Kultur und Bauhandwerk ist ein 1982 gegründeter Schacht, der als Alternative zu den bis dahin bestehenden traditionellen Schächten gegründet wurde. Er lässt im Gegensatz zu diesen auch Frauen als Reisende zu. Es gehen Handwerkerinnen und Handwerker aus dem deutschsprachigen Raum, Benelux, Frankreich und Dänemark in diesem Schacht auf Walz.

## Geschichte
Ende der 1970er Jahre kam unter dem Eindruck der Neuen Sozialen Bewegungen bei einzelnen Fremden, also Reisenden Gesellen bestehender Schächte, und Freireisenden das Bedürfnis auf, sich gemeinsam mit Frauen zu organisieren und sich auch politisch zu positionieren. Auch wollten viele nicht mehr nur unter einem Meister arbeiten, sondern Baustellen selbstbestimmt, ohne Hierarchie, gemeinsam mit anderen planen und umsetzen. Nachdem Wandergesellen aus ihren Schächten ausgeschlossen worden waren, weil sie sich dafür einsetzten, gemeinsam und mit weiblichen Reisenden zu wandern, gründeten einige 1979 zunächst ein Baukollektiv unter dem Namen Axt und Kelle. Sie arbeiteten vornehmlich auf Baustellen von Projekten aus der alternativen Szene. Aus diesem Baukollektiv ging 1982 der gleichnamige Schacht hervor. Er war der erste, der auch Frauen „erwandert“, also aufnimmt. Er ist in das Hamburger Vereinsregister eingetragen.

## Selbstverständnis
Nach der Satzungs-Präambel versteht sich der Schacht „als ein Teil derer, die außerhalb der Parteipolitik und regional damit begonnen haben, ihr Leben in die eigenen Hände zu nehmen“.
Daher arbeiten Mitglieder des Schachtes regelmäßig in verschiedenen sozialen und gemeinnützigen Projekten mit, so zum Beispiel in Kopenhagen in der Freistadt Christiania, der Freien Lebens- und Studiengemeinschaft Melchiorsgrund, oder im Berner Kulturzentrum Reithalle.
Eine kritische Auseinandersetzung mit den Problemen der Zeit, dem politischen Geschehen, sowie den bestehenden ökologischen und ökonomischen Verhältnissen gehört nach dem Selbstverständnis genauso zur Wanderschaft wie das Weitertragen alter Traditionen.

## Besonderheiten
Axt und Kelle nimmt im Gegensatz zu den meisten anderen Schächten Frauen auf. Der Frauenanteil aller Reisenden lag im Jahr 2015 bei etwa 15 %. Er erwandert nicht nur alle Berufe der Bauhaupt- und Baunebengewerke, sondern auch andere Handwerksberufe. Den Mitgliedern ist es erlaubt, in Gruppen zu wandern.
Die erwanderten Mitglieder tragen im Gegensatz zu den anderen Schächten keine Ehrbarkeit, sondern einen „Hänger“ (Ohrring) mit den Insignien des Schachtes: Axt und Kelle vor aufgehender Sonne. Bei Axt und Kelle wird mindestens zwei Jahre und ein Tag gewandert.
Die Einheimischen haben im Gegensatz zu anderen Schächten kein Stimmrecht bei Versammlungen, da die Belange der Reisenden nur von diesen selbst bestimmt werden sollen.

## Presse
- Auf die Glocke – Die Handwerker-Zünfte haben wieder Konjunktur, auch Frauen tippeln mit. In: Der Spiegel. 18. November 1985